# NGC 2975
NGC 2975 ist eine elliptische Galaxie vom Hubble-Typ E-S0 im Sternbild Hydra. Sie ist schätzungsweise 715 Millionen Lichtjahre von der Milchstraße entfernt.
Das Objekt wurde im Jahre 1886 von Ormond Stone entdeckt.